# Abas I. Veliki
Abas I. Veliki, perzijski šah, * 27. januar,  1571, Herat, Afganistan,  † 19. januar,  1629, Mazandaran, Perzija.
Abas I. Veliki iz dinastije Safavidov sodi med najznamenitejše muslimanske vladarje.
Prenesel je prestolnico v Isfahan ter osvojil Afganistan, Armenijo ter dele Gruzije in Turčije. Vladal je od 1587-1629.
Na oblast je prišel potem, ko je odstavil lastnega očeta. Abas I. Veliki je vzdrževal trgovske stike z Evropo, od koder so prihajali odposlanci evropskih vladarjev s katerimi je sklepal trgovske posle.
Prav tako je vzdrževal trgovino z Indijo in        Kitajsko.
Ko je Abas I. Veliki umrl je njegov imperij segal od Tigrisa do Inda.